# Chari
 Denne artikel omhandler en flod. Opslagsordet har også en anden betydning, se Chari (departement).
Chari er en 1.400 km lang flod i Afrika og Tchadsøens største tilløb. Chari udspringer i midten af den Centralafrikanske Republik og flyder derfra mestendels nordpå og over grænsen ind til Tchad.
Efter at være flydt gennem N'Djamena danner floden grænse til Cameroun og udmunder lidt nord herfor i Tchadsøen.
- Wikimedia Commons har flere filer relateret til Chari

8°34′13″N 19°03′23″Ø / 8.570158°N 19.056473°Ø